# チョナ・ナレキ
チョナ・ナレキ（Jona Nareki、1997年12月27日 - ）は、スーパーラグビーハイランダーズに所属するラグビーユニオン選手。

## プロフィール
- フィジー・シンガトカ出身[1]。
- ポジションはウィング(WTB)。
- 身長 175cm、体重 83kg
- U20ニュージーランド代表に選ばれたことがある[2]。

## 略歴
2018年、ワールドカップセブンズの7人制ニュージーランド代表に選ばれて優勝に貢献。
2020年、ハイランダーズに加入。